# Єлисаветград (галерея)
Галере́я «Єлисаветгра́д» — перша приватна художня галерея в місті Кропивницькому (Україна). Відкрилась в березні 2011 року. В колекції галереї знаходяться твори українських художників другої половини ХХ — початку ХХІ ст.
Розташована в колишньому житловому будинку пекаря Алексєєнка (будівля кінця ХІХ ст.) за адресою: м. Кропивницький, вул. Пашутинська, 36

## Основна діяльність

### Виставки
В залах галереї постійно проходять персональні і колективні виставки художників і фотографів України, виставки приватних зібрань живопису. За перші два роки діяльності поціновувачі мистецтва мали змогу переглянути більше двадцяти експозицій, серед яких:
- Ювілейна виставка робіт Народного художника України Михайла Кокіна;
- Виставка полотен дніпропетровського художника Василя Коркішко;
- Виставка харківських художників Віталія Бараненка та Наталії Іванченко;
- Міжнародна фотовиставка «Всі діти плачуть і сміються однією мовою»;
- Фотовиставка Глафіри Ковальової INVISIBLE;
- Виставка «Картина карандаШИКом» Дениса Чернова

та багато інших.

### Тематичні експозиції
Популярністю користуються і тематичні виставки, такі як «Родом з СРСР» (предмети побуту і мистецтво радянського періоду), «Гроші як мистецтво» (паперові грошові знаки та монети світу), «Різноманіття українського побуту» (рушники, кераміка, деревообробка, ткацтво Центральної України кінця ХІХ — початку XX ст.), виставка порцелянових ляльок кінця ХІХ — початку XX ст.

### Історія міста
Постійно діє експозиція документів, фотографій, предметів, пов′язаних з історією міста Єлисаветграда — Зінов′євська — Кірово — Кіровограда, яка постійно доповнюється.

## Галерея
Колекція живопису [Архівовано 3 вересня 2013 у Wayback Machine.]

## Джерело-посилання
Сайт галереї «Єлисаветград» [Архівовано 23 серпня 2013 у Wayback Machine.]